# Medlov (Olomouc)
Medlov é uma comuna checa localizada na região de Olomouc, distrito de Olomouc.